# Lacuna musculară
Lacuna musculară (latină: lacuna musculorum) este un compartiment situat lateral inferior față de ligamentul inghinal, prin care trece mușchiul iliopsoas și nervul femural; este separat prin arcul iliopectineal de lacuna vasculară.